# Willem Gerard van der Grijp
Willem Gerard van der Grijp, né le 14 décembre 1735 à Noordgouwe et mort le 11 décembre 1811 à La Haye, est un pasteur et un homme politique néerlandais.

## Biographie
Van der Grijp est un pasteur calviniste de Goes, en Zélande. Il en est élu député à la première assemblée nationale batave en mai 1796, en remplacement de Henri Rabinel, nommé à la commission constitutionnelle.